# BIG GAME '82 HIDEKI SUMMER in OHMUTA
『BIG GAME ‘82 HIDEKI SUMMER in OHMUTA』（ビッグ・ゲーム'82 ヒデキ サマー・イン・オオムタ）は、2023年11月24日に発売された西城秀樹のライブ・アルバム（CD）である。

## 概要
保管倉庫にある資料の中から、『西城秀樹サマー・ツアーBIG GAME '82』内の一公演である1982年8月1日に福岡県大牟田市の大牟田市民会館で行われた「BIG GAME '82 HIDEKI in OHMUTA」の音源が偶然発見されたことにより、ライブ開催から41年を経て紙ジャケット・ブルースペック2CD規格にて初商品化された。リマスタリング・エンジニアはGOH HOTODAが担当。歌詞カードは封入されていない。
今回の商品化に関して西城の所属事務所から本作の問合せに関しての回答が発表された。

## 収録曲
Disc 1
1. タイムアゲイン
2. ライ・ダウン
3. ゲット・アップ
4. オー・プリティ・ウーマン
5. オールド・アンド・ワイズ
6. エボニー・アンド・アイボリー
7. スウィート・ヒッチハイカー
8. ナイト・ゲーム（Night Games）
9. ウィズアウト・ユー

Disc 2
1. ラブ・アイランド
2. ラブランド・アイランド[4]
3. ひき潮のように
4. カサブランカ
5. 聖・少女
6. 恋の暴走
7. センチメンタル・ガール
8. 君よ抱かれて熱くなれ
9. 傷だらけのローラ
10. アイ・シャル・ビー・リリースド
11. ゲット・アップ
12. スウィート・ヒッチ・ハイカー
13. メニー・リバース・トゥ・クロス